# Epidendrum paruimense
Epidendrum paruimense är en orkidéart som beskrevs av Gustavo Adolfo Romero och Germán Carnevali. Epidendrum paruimense ingår i släktet Epidendrum och familjen orkidéer.
Artens utbredningsområde är Guyana. Inga underarter finns listade i Catalogue of Life.